# Ріхард Дюрр
Ріхард Дюрр (нім. Richard Dürr, 1 грудня 1938, Санкт-Галлен — 30 травня 2014, Лозанна) — швейцарський футболіст, що грав на позиції півзахисника, зокрема за «Янг Бойз» і «Лозанну», а також національну збірну Швейцарії.

## Клубна кар'єра
Народився 1 грудня 1938 року в місті Санкт-Галлен. Вихованець футбольної школи місцевого «Брюля».
У дорослому футболі дебютував 1959 року виступами за команду «Янг Бойз», в якій провів два сезони. 1960 року виборов титул чемпіона Швейцарії.
Своєю грою за цю команду привернув увагу представників тренерського штабу «Лозанни», до складу якої приєднався 1961 року. Відіграв за команду наступні десять сезонів своєї ігрової кар'єри. Двічі, у 1962 і 1964 роках, допомагав команді здобути Кубок Швейцарії, а 1965 року виборов свій другий титул чемпіона країни.
Завершував ігрову кар'єру у друголіговому на той час «Ксамаксі», за який виступав протягом 1971—1972 років.

## Виступи за збірну
1962 року дебютував в офіційних матчах у складі національної збірної Швейцарії.
Того ж року був учасником чемпіонату світу 1962 в Чилі, де взяв участь у двох з трьох ігор швейцарців на груповому етапі, які вони програли із сумарним рахунком 1:5. За чотири роки взяв участь у чемпіонаті світу 1966 року в Англії, де виходив на поле в одній грі групового етапу, в якій збірна Швейцарії поступилася німцям з рахунком 0:5.
Загалом протягом кар'єри у національній команді, яка тривала 7 років, провів у її формі 29 матчів, забивши 1 гол.
Помер 30 травня 2014 року на 76-му році життя у місті Лозанна.

## Титули і досягнення
- Чемпіон Швейцарії (2):

«Янг Бойз»: 1959-1960
«Лозанна»: 1964-1965
- Володар Кубка Швейцарії (2):

«Лозанна»: 1961-1962, 1963-1964